# Orbita geosynchroniczna

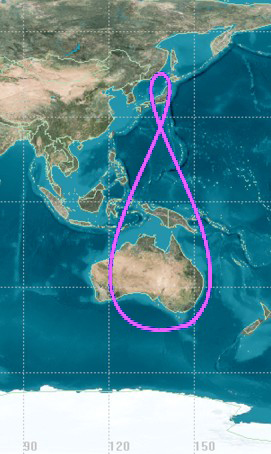
Przykład eliptycznej orbity geosynchronicznej widzianej względem powierzchni Ziemi. Pozorne zawieszenie satelity nad Australią.

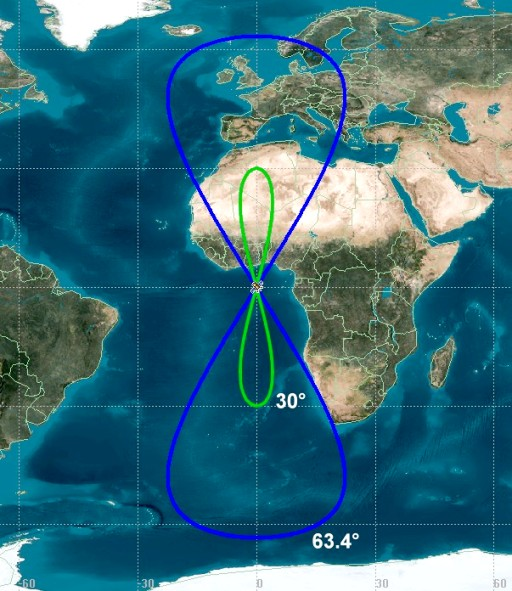
Dwie orbity które są nachylone pod kątem 30° i 63,4° do równika Ziemi

Orbita geosynchroniczna – orbita geocentryczna o okresie obiegu równym dobie gwiazdowej Ziemi. Szczególnym przypadkiem takiej orbity jest orbita geostacjonarna.
Obserwowany z Ziemi satelita będący na geosynchronicznej orbicie kołowej zachowuje stałą długość geograficzną, ale oscyluje po południku, a będąc na orbicie eliptycznej zatacza ósemkę względem wybranej długości geograficznej, powracając do danego punktu względem obserwatora na Ziemi raz na dobę gwiazdową.

## Charakterystyka orbity
Wszystkie orbity geosynchroniczne Ziemi mają półoś wielką równą 42 164 km.
Zależność półosi wielkiej orbity od jej okresu określa wzór:
{\displaystyle a={\sqrt[{3}]{\mu \left({\frac {P}{2\pi }}\right)^{2}}},}
gdzie:
{\displaystyle a} – półoś wielka,
{\displaystyle P} – okres orbitalny, w tym przypadku równy dobie gwiazdowej,
{\displaystyle \mu =GM} – standardowy parametr grawitacyjny ciała okrążanego {\displaystyle (M)} i stałej grawitacji {\displaystyle G,}
dla Ziemi {\displaystyle \mu } = 3,986004418 · 1014 m3 s−2.